# Hrvatski nogometni klub Borovo
Il Hrvatski nogometni klub Borovo, meglio noto come Borovo, è una società calcistica croata con sede nella città di Borovo.

## Storia
Fondata nel 1933 come VAŠK Bata, dal nome dell'omonima azienda di calzature Bata, nel 1934 con l'apertura del nuovo campo da gioco divenne SK Bata. Nel 1938 a Borovo per un passivo di 3 a 1 cadde in amichevole la Roma. Dal 1954 prese il nome di NK Borovo. In tre momenti il club si attestò ai massimi livelli raggiungendo i quarti di finale di Coppa di Jugoslavia. Nella edizione 1960-1961 venne eliminata ai quarti dal Varteks Varaždin, nel 1967-1968 dalla Stella Rossa e nel 1971-1972 dalla Dinamo Zagabria. Nella stagione 1972-1973 venne retrocessa dalla Druga savezna liga, di lì in poi la squadra non tornò più ai fasti del passato.
Nel 2005 prese la denominazione di HNK Borovo.

## Palmarès

### Competizioni regionali
- Osječki nogometni podsavez: 1

1938-1939